# Вища школа агробізнесу в Ломжі

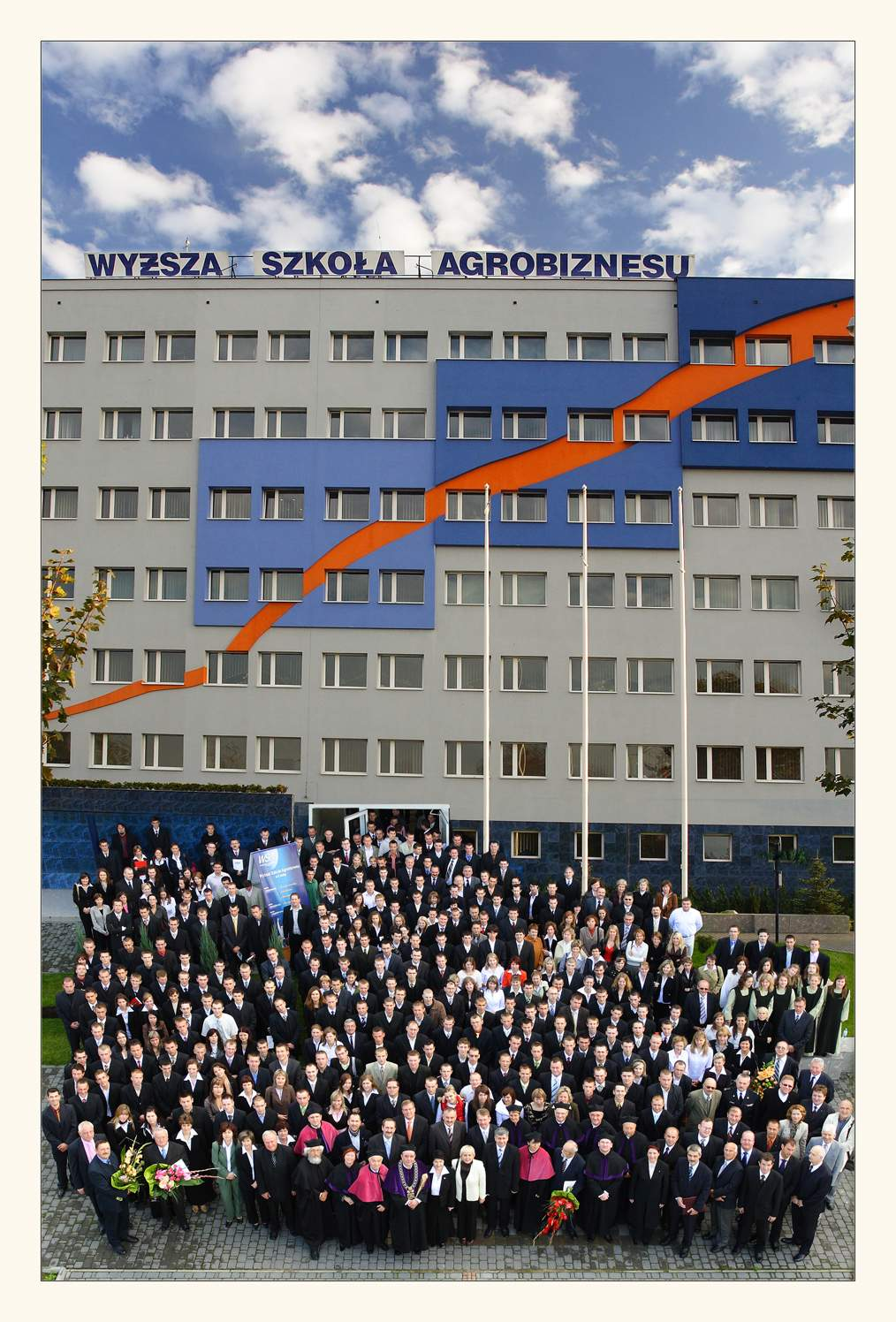
Вища школа агробізнесу в м. Ломжа

Вища школа агробізнесу (WSA) в м. Ломжа — університет, заснований у липні 1996 року на підставі Закону від 12 вересня 1990 року про вищу освіту Польщі. Нагляд здійснює Міністр науки і вищої освіти.

## Історія
Університет агробізнесу засновано в 1996 році. Занесено до реєстру міністерства національної освіти Польщі під номером 96. 5 липня 1996 року Центр освіти та агробізнесу в Мар'яново біля Ломжи отримав дозвіл Міністерства національної освіти на створення недержавного університету — Вища школа агробізнесу (WSA) в м. Ломжа з місцезнаходженням у м. Мар'янові біля м. Ломжа. 24 липня 1996 р. зареєстровано Статут університету, затверджений навчальний план та склад науково-педагогічних працівників.
Ректором WSA було призначено доктора наук, професора Романа Енглера, а проректором професораМірослав Лагуна . 1 жовтня 1996 року в Університеті агробізнесу розпочали навчання 268 осіб. Місцезнаходженням університету став сільськогосподарський шкільний комплекс у Мар'янові. У грудні 1997 року Провінційний адміністративний суд отримав від міської влади будівлю, колишню офісну будівлю Łomżyński Zakłady Przemysłu Bawniczego «Narew». "У лютому 1998 року відбулося офіційне відкриття нового приміщення. Стрічку в аудиторії перерізали голова ради університету Роман Ягелінський, президент міста Ломжа Ян Турковський та ректор WSA Роман Енглер. У жовтні 1998 р. було розпочато навчання на денній формі навчання в галузі сільського господарства.
У 2000 році Університет агробізнесу отримав дозвіл Міністерства національної освіти на навчання в системі вищого професійного навчання в галузі інформаційних технологій . Були проведені перші іспити. Університет агробізнесу розпочав навчання в системі аспірантури. Пропозиція включає в себе наступні напрямки навчання: бухгалтерський облік, ІТ, маркетинг та менеджмент в освіті, блокове навчання: природа, блокове навчання: мистецтво, Європейські фонди. Школа постійно розширювала свою базу. Викуплено колишній виробничий зал ŁZPB «Нарев» і переобладнаний на сучасну аудиторію на понад 250 місць. У серпні 2004 року університет придбав житловий будинок площею 388 квадратних метрів по вулиці Коттон № 25 для використання, як житлового приміщення. До листопада 2008 року ще три будівлі, в яких проживало близько 120 студентів, були переобладнані під студентські гуртожитки Академії агробізнесу в Ломзі. У грудні 2008 року було відкрито спортивний зал з єдиним у Ломзі кортом для сквошу .
У 2013 році у рейтингу 12 000 університетів з усього світу Університет агробізнесу посів 42-е місце з кінця .

## Дидактична пропозиція
Університет пропонує денну та заочну освіту за такими напрямками:
- Внутрішня безпека (1 та 2 ступені вищої освіти)
- Будівництво (1 ступінь)
- Сільське господарство (1 та 2 ступені вищої освіти)
- Товарознавство (1 ступінь)
- Медсестринство (1 та 2 ступені вищої освіти)
- Педагогіка (1 ступінь).

Університет пропонує багато різноманітних спеціальностей в аспірантурі, а також курсів, тренінгів та занять в рамках Університету Золотого Віку.